# Asteronotus raripilosus
Asteronotus raripilosus is een slakkensoort uit de familie van de Discodorididae. De wetenschappelijke naam van de soort is voor het eerst geldig gepubliceerd in 1877 door Abraham.